# Frontière entre la Hongrie et l'Ukraine
La frontière entre la Hongrie et l'Ukraine est la frontière séparant la Hongrie et l'Ukraine. Il s'agit également d'une des frontières de l'espace Schengen et de l'Union européenne. Elle a été tracée en 1918 par la commission internationale dans laquelle le géographe français Emmanuel de Martonne a joué un rôle essentiel, mais c'était alors un segment de la frontière hungaro-tchécoslovaque. 
C'est le traité soviéto-tchécoslovaque du 29 juin 1945 (« Traité au sujet de l’Ukraine subcarpatique » et « Protocole annexé au traité conclu entre l’URSS et la République tchécoslovaque au sujet de l’Ukraine subcarpatique ») qui en a fait une frontière hungaro-soviétique, devenue en 1991, lors de la dislocation de l'URSS, une frontière hungaro-ukrainienne.
Depuis l'adhésion de la Hongrie à l'Union européenne, le 1er mai 2004, elle constitue une partie de la frontière entre l'Ukraine et l'Union européenne.

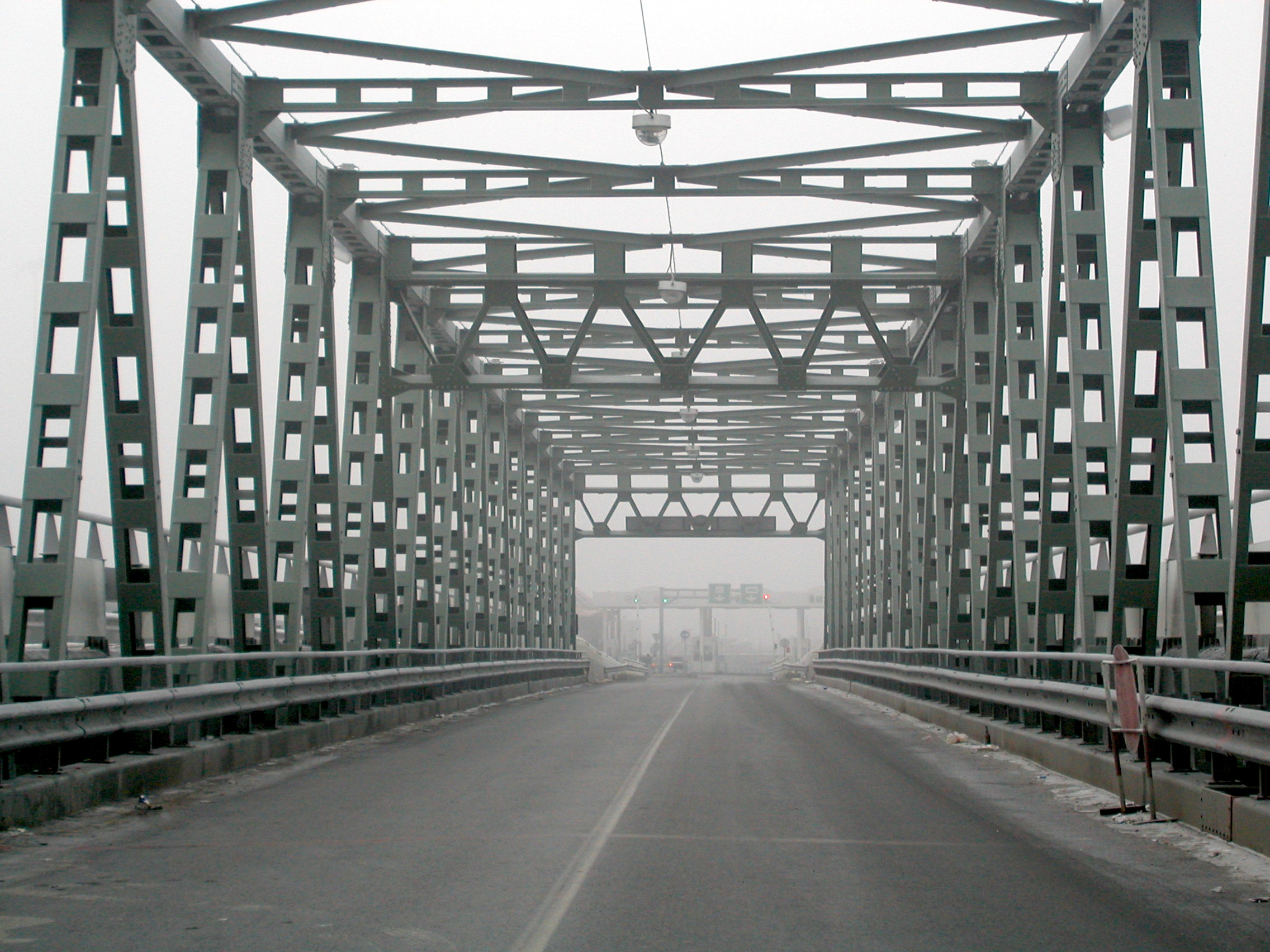
La frontière entre Záhony et Tchop, sur la Tisza.